# Gavi (football)
Pour les articles homonymes, voir Gavi.
Pablo Martín Páez Gavira, dit Gavi, né le 5 août 2004 à Los Palacios y Villafranca en Espagne, est un footballeur international espagnol qui évolue au poste de milieu de terrain au FC Barcelone.

## Biographie

### FC Barcelone
Né à Los Palacios y Villafranca en Espagne, Gavi passe deux ans au Betis Séville avant de rejoindre en 2015 le FC Barcelone où il poursuit sa formation, à la Masia,,,. Il signe son premier contrat professionnel avec Barcelone en septembre 2020.
Considéré comme un grand espoir du club, il est surclassé avec les jeunes, passant notamment des moins de 17 a moins de 19 ans lors de la saison 2020-2021, à seulement 16 ans. Il fait ensuite ses débuts avec l'équipe B en février 2021 contre le CE L'Hospitalet. Il entre en jeu et voit son équipe s'imposer sur le score de six buts à zéro.
Gavi est intégré à l'équipe première par Ronald Koeman peu avant ses 17 ans, en juillet 2021, lors des matchs de présaisons, au côté d'autres jeunes comme Kays Ruiz-Atil, Alejandro Balde, Nico González ou encore Álex Collado.
Le jeune milieu de terrain joue son premier match officiel avec le FC Barcelone le 29 août 2021, lors d'une rencontre de Liga face au Getafe CF. Il entre en jeu à la place de Sergi Roberto et son équipe s'impose par deux buts à un,. Avec cette apparition, il devient le quatrième plus jeune joueur du FC Barcelone à jouer un match de Liga. Ses prestations incitent Koeman à le garder dans l'équipe première, où il va rapidement être intégré à la rotation de l'effectif professionnel,.
Le 14 septembre 2021, il joue son premier match de Ligue des champions, entrant en jeu face au Bayern Munich (défaite 0-3 de Barcelone),. Au sein d'un Barça très rajeuni, Gavi va même enchaîner les titularisations en Liga, faisant notamment partie des joueurs les plus en vue d'une victoire 3-0 contre Levante le 26 septembre qui soulage un club catalan sous pression, aux côtés d'autres jeunes joueurs de La Masia comme Ansu Fati et Nico.
En octobre 2021, il fait partie de la liste des 20 finalistes pour le trophée du Golden Boy,.
Le 18 décembre 2021, Gavi marque son premier but en équipe première face au Elche CF lors de la 18e journée de la Liga. En plus de son but, il délivre une passe décisive ce jour-là et contribue ainsi à la victoire des siens par trois buts à deux.
Le 17 juin 2022, malgré les offres de plusieurs clubs anglais, notamment du Liverpool FC prêt à payer sa clause libératoire, Gavi prolonge son contrat jusqu'en juin 2026 avec le FC Barcelone.
Le 15 janvier 2023, lors de la finale de la Supercoupe d'Espagne opposant le FC Barcelone au Real Madrid, il réalise une prestation de très haut niveau en délivrant deux passes décisives et en marquant un but. Avec cette victoire, il remporte son premier trophée avec son club.
Gavi est sacré champion d'Espagne lors de la saison 2022-23 avec le FC Barcelone, le club obtenant le 27e titre de son histoire lors de la 34e journée de championnat.
Le 3 septembre 2023, lors du match face à CA Osasuna, Gavi participe à son centième match sous les couleurs du Barça, ce qui fait de lui le joueur le plus jeune à atteindre ce cap avec le club.
Gavi ne joue pas la majeure partie de la saison 2023-2024 avec Barcelone en raison d'une grave blessure au ligament contractée en novembre 2023,.
Le 31 janvier 2025, Gavi prolonge son contrat avec les Blaugrana, étant désormais lié au club jusqu'en juin 2030.

### En sélection
Déjà international espagnol avec entre autres les moins de 16 ans dès 2019, Gavi est convoqué une première fois avec les moins de 18 ans en août 2021 pour un tournoi international à Limoges. Il joue son premier match avec la sélection espagnole junior le 1er septembre 2021, une victoire 2-0 face au Portugal,.
Le 30 septembre 2021, il est appelé en équipe nationale d'Espagne par Luis Enrique pour la première fois, à l'occasion de la demi-finale de Ligue des Nations face à l'Italie,,. Cette convocation n'est pas sans entraîner certains débats, l'ancien entraîneur du FC Barcelone convoquant un Gavi qui n'a joué que 6 matchs en professionnel au sein d'un club en difficulté — sans même connaitre la case espoirs — alors qu'aucun joueur du Real Madrid n'est appelé avec La Roja,,. Gavi est titularisé lors de cette rencontre face à l'Italie le 6 octobre 2021 et devient, à cette occasion, le plus jeune joueur de l'histoire à jouer un match pour l'équipe d'Espagne à 17 ans et 62 jours. Il participe donc à la victoire de son équipe par deux buts à un. Gavi est également titularisé en finale de cette compétition remportée par la France (1-2) le 10 octobre 2021.
Gavi inscrit son premier but en sélection le 5 juin 2022, à l'occasion d'une rencontre de Ligue des nations face à la Tchéquie. Il est titularisé lors de ce match où les deux équipes se neutralisent (2-2 score final). Avec ce but il devient le plus jeune buteur de l'histoire de l'équipe d'Espagne, à 17 ans et 304 jours. Il bat ainsi le record jusqu'ici détenu par son coéquipier au FC Barcelone, Ansu Fati.
Le 11 novembre 2022, il fait partie de la sélection de 26 joueurs établie par Luis Enrique pour participer à la Coupe du monde 2022. Il est à 18 ans le plus jeune joueur espagnol de l'histoire à être présent dans une sélection de coupe du monde, devançant les 19 ans de Cesc Fàbregas en 2006. Le but qu'il inscrit lors du match contre le Costa Rica (7-0) fait de Gavi le plus jeune buteur espagnol en phase finale de Coupe du monde (18 ans et 110 jours) et le deuxième plus jeune de l'histoire après le Brésilien Pelé (17 ans et 249 jours).
Le 18 juin 2023, il remporte la ligue des nations et devient alors, à 18 ans, le plus jeune joueur de l'histoire à remporter un trophée avec la Roja.
Le 19 novembre 2023, il subit une rupture du ligament croisé antérieur du genou droit à l'occasion d'un match comptant pour les éliminatoires de l'Euro 2024 face à la Géorgie, ce qui entraîne une absence du joueur pour plusieurs mois.

## Style de jeu
Gavi s'inspire de joueurs comme Andrés Iniesta ou encore Marco Verratti, il déclare à plusieurs reprises « [qu'ils] ont toujours été » ses « idoles ». Ces derniers sont des milieux de terrains avec une excellente technique, une grande conservation de balle et pouvant gagner de nombreux mètres,. Malgré son petit gabarit, Gavi est reconnu pour son engagement dans les duels, un jeu parfois proche de l'agressivité.

## Statistiques

### En club
| Saison                | Club                  | Championnat           | Championnat | Championnat | Championnat | Coupe(s) nationale(s) | Coupe(s) nationale(s) | Coupe(s) nationale(s) | Supercoupe | Supercoupe | Supercoupe | Compétition(s) continentale(s) | Compétition(s) continentale(s) | Compétition(s) continentale(s) | Compétition(s) continentale(s) | Total | Total | Total |
| Saison                | Club                  | Division              | M.          | B.          | P.d.        | M.                    | B.                    | P.d.                  | M.         | B.         | P.d.       | Comp.                          | M.                             | B.                             | P.d.                           | M.    | B.    | P.d.  |
| 2020-2021             | FC Barcelone B        | Segunda B             | 2           | 0           | 0           | -                     | -                     | -                     | -          | -          | -          | -                              | -                              | -                              | -                              | 2     | 0     | 0     |
| 2021-2022             | FC Barcelone B        | Primera Federación    | 1           | 0           | 0           | -                     | -                     | -                     | -          | -          | -          | -                              | -                              | -                              | -                              | 1     | 0     | 0     |
| Sous-total            | Sous-total            | Sous-total            | 3           | 0           | 0           | -                     | -                     | -                     | -          | -          | -          | -                              | -                              | -                              | -                              | 3     | 0     | 0     |
| 2021-2022             | FC Barcelone          | Liga                  | 34          | 2           | 5           | 1                     | 0                     | 0                     | 1          | 0          | 0          | C1+C3                          | 6+5                            | 0                              | 0                              | 47    | 2     | 5     |
| 2022-2023             | FC Barcelone          | Liga                  | 36          | 2           | 4           | 5                     | 0                     | 1                     | 2          | 1          | 1          | C1+C3                          | 5+1                            | 0                              | 0                              | 49    | 3     | 6     |
| 2023-2024             | FC Barcelone          | Liga                  | 12          | 1           | 1           | -                     | -                     | -                     | -          | -          | -          | C1                             | 3                              | 1                              | 0                              | 15    | 2     | 1     |
| 2024-2025             | FC Barcelone          | Liga                  | 26          | 1           | 1           | 4                     | 1                     | 0                     | 2          | 1          | 1          | C1                             | 10                             | 0                              | 0                              | 42    | 3     | 2     |
| 2025-2026             | FC Barcelone          | Liga                  | 1           | 0           | 1           | 0                     | 0                     | 0                     | 0          | 0          | 0          | C1                             | 0                              | 0                              | 0                              | 1     | 0     | 1     |
| Sous-total            | Sous-total            | Sous-total            | 109         | 6           | 12          | 10                    | 1                     | 1                     | 5          | 2          | 2          | -                              | 30                             | 1                              | 0                              | 154   | 10    | 15    |
| Total sur la carrière | Total sur la carrière | Total sur la carrière | 112         | 6           | 12          | 10                    | 1                     | 1                     | 5          | 2          | 2          | -                              | 30                             | 1                              | 0                              | 157   | 10    | 15    |

### En sélection nationale
| Saison                | Sélection             | Phases finales                                   | Phases finales | Phases finales | Phases finales | Éliminatoires CDM | Éliminatoires CDM | Éliminatoires CDM | Éliminatoires EURO | Éliminatoires EURO | Éliminatoires EURO | Ligue Nations UEFA | Ligue Nations UEFA | Ligue Nations UEFA | Matchs amicaux | Matchs amicaux | Matchs amicaux | Total | Total | Total |
| Saison                | Sélection             | Compétition                                      | M              | B              | Pd             | M                 | B                 | Pd                | M                  | B                  | Pd                 | M                  | B                  | Pd                 | M              | B              | Pd             | M     | B     | Pd    |
| --------------------- | --------------------- | ------------------------------------------------ | -------------- | -------------- | -------------- | ----------------- | ----------------- | ----------------- | ------------------ | ------------------ | ------------------ | ------------------ | ------------------ | ------------------ | -------------- | -------------- | -------------- | ----- | ----- | ----- |
| 2021-2022             | Espagne               | Nations League Finals 2021                       | 2              | 0              | 0              | 2                 | 0                 | 0                 | -                  | -                  | -                  | 4                  | 1                  | 0                  | 2              | 0              | 0              | 10    | 1     | 0     |
| 2022-2023             | Espagne               | Coupe du monde 2022 + Nations League Finals 2023 | 4+2            | 1+0            | 0              | -                 | -                 | -                 | 2                  | 0                  | 0                  | 2                  | 0                  | 0                  | 1              | 1              | 0              | 11    | 2     | 0     |
| 2023-2024             | Espagne               | Euro 2024                                        | -              | -              | -              | -                 | -                 | -                 | 6                  | 2                  | 0                  | -                  | -                  | -                  | -              | -              | -              | 6     | 2     | 0     |
| Total sur la carrière | Total sur la carrière | Total sur la carrière                            | 8              | 1              | 0              | 2                 | 0                 | 0                 | 8                  | 2                  | 0                  | 6                  | 1                  | 0                  | 3              | 1              | 0              | 27    | 5     | 0     |

| Matchs internationaux de Gavi | Matchs internationaux de Gavi | Matchs internationaux de Gavi                | Matchs internationaux de Gavi | Matchs internationaux de Gavi | Matchs internationaux de Gavi              | Matchs internationaux de Gavi | Matchs internationaux de Gavi           |
| #                             | Date                          | Lieu                                         | Adversaire                    | Résultat                      | Compétition                                | But(s)                        | Notes                                   |
| ----------------------------- | ----------------------------- | -------------------------------------------- | ----------------------------- | ----------------------------- | ------------------------------------------ | ----------------------------- | --------------------------------------- |
| 1                             | 6 octobre 2021                | Stade Giuseppe Meazza, Milan, Italie         | Italie                        | 1 - 2                         | Ligue des nations 2020-2021 - phase finale | 0                             | Titulaire puis 84e par Sergi Roberto.   |
| 2                             | 10 octobre 2021               | Stade Giuseppe Meazza, Milan, Italie         | France                        | 1 - 2                         | Ligue des nations 2020-2021 - phase finale | 0                             | Titulaire puis 73e par Koke.            |
| 3                             | 11 novembre 2021              | Stade olympique d'Athènes, Athènes, Grèce    | Grèce                         | 0 - 1                         | Éliminatoires de la Coupe du monde 2022    | 0                             | Titulaire puis 65e par Sergio Busquets. |
| 4                             | 14 novembre 2021              | Stade olympique de Séville, Séville, Espagne | Suède                         | 1 - 0                         | Éliminatoires de la Coupe du monde 2022    | 0                             | Titulaire.                              |
| 5                             | 26 mars 2022                  | RCDE Stadium, Cornellà de Llobregat, Espagne | Albanie                       | 2 - 1                         | Match amical                               | 0                             | Titulaire puis 64e par Carlos Soler.    |
| 6                             | 29 mars 2022                  | Stade de Riazor, La Corogne, Espagne         | Islande                       | 5 - 0                         | Match amical                               | 0                             | Remplaçant puis 69e par Carlos Soler.   |
| 7                             | 2 juin 2022                   | Stade Benito-Villamarín, Séville, Espagne    | Portugal                      | 1 - 1                         | Ligue des nations 2022-2023                | 0                             | Titulaire puis 81e par Marcos Llorente. |
| 8                             | 5 juin 2022                   | Sinobo Stadium, Prague, Tchéquie             | Tchéquie                      | 2 - 2                         | Ligue des nations 2022-2023                | 1                             | Titulaire.                              |
| 9                             | 9 juin 2022                   | Stade de Genève, Genève, Suisse              | Suisse                        | 0 - 1                         | Ligue des nations 2022-2023                | 0                             | Titulaire puis 73e par Koke.            |
| 10                            | 12 juin 2022                  | Stade de La Rosaleda, Malaga, Espagne        | Tchéquie                      | 2 - 0                         | Ligue des nations 2022-2023                | 0                             | Remplaçant puis 59e par Carlos Soler.   |
| 11                            | 24 septembre 2022             | Stade de La Romareda, Saragosse, Espagne     | Suisse                        | 1 - 2                         | Ligue des nations 2022-2023                | 0                             | Titulaire.                              |
| 12                            | 27 septembre 2022             | Estádio da Luz, Benfica, Portugal            | Portugal                      | 0 - 1                         | Ligue des nations 2022-2023                | 0                             | Remplaçant puis 60e par Koke.           |
| 13                            | 17 novembre 2022              | Stade international d'Amman, Amman, Jordanie | Jordanie                      | 1 - 3                         | Match amical                               | 1                             | Titulaire puis 58e par Ferran Torres.   |
| 14                            | 23 novembre 2022              | Stade Al-Thumama, Doha, Qatar                | Costa Rica                    | 7 - 0                         | Coupe du monde 2022                        | 1                             | Titulaire.                              |
| 15                            | 27 novembre 2022              | Stade Al-Bayt, Al-Khor, Qatar                | Allemagne                     | 1 - 1                         | Coupe du monde 2022                        | 0                             | Titulaire puis 66e par Nico Williams.   |
| 16                            | 1er décembre 2022             | Stade international de Khalifa, Doha, Qatar  | Japon                         | 2 - 1                         | Coupe du monde 2022                        | 0                             | Titulaire puis 68e par Ansu Fati.       |
| 17                            | 6 décembre 2022               | Stade Education City, Al Rayyan, Qatar       | Maroc                         | 0 - 0 3 - 0 t.a.b             | Coupe du monde 2022                        | 0                             | Titulaire puis 63e par Carlos Soler.    |
| 18                            | 25 mars 2023                  | Stade de La Rosaleda, Malaga, Espagne        | Norvège                       | 3 - 0                         | Éliminatoires de l'Euro 2024               | 0                             | Titulaire puis 58e par Mikel Oyarzabal. |
| 19                            | 28 mars 2023                  | Hampden Park, Glasgow, Écosse                | Écosse                        | 2 - 0                         | Éliminatoires de l'Euro 2024               | 0                             | Remplaçant puis 79e par Dani Ceballos.  |
| 20                            | 15 juin 2023                  | De Grolsch Veste, Enschede, Pays-Bas         | Italie                        | 2 - 1                         | Ligue des nations 2022-2023 - phase finale | 0                             | Titulaire puis 68e par Sergio Canales.  |
| 21                            | 18 juin 2023                  | Stade Feijenoord, Rotterdam, Pays-Bas        | Croatie                       | 0 - 0 5 - 4 t.a.b             | Ligue des nations 2022-2023 - phase finale | 0                             | Titulaire et 87e par Dani Olmo.         |

## Palmarès

### En club
| FC Barcelone (5) |
| --- |
| - Championnat d'Espagne (2) : - Champion : 2023, 2025 - Vice champion : 2024 - Coupe d'Espagne (1) : - Vainqueur : 2025 - Supercoupe d'Espagne (2) : - Vainqueur : 2023, 2025. - Finaliste : 2024 |

### En sélection nationale
| Espagne :                                                 |
| --------------------------------------------------------- |
| - Ligue des nations: - Vainqueur: 2023 - Finaliste : 2021 |

## Distinctions personnelles et records
- Golden Boy en 2022
- Trophée Kopa 2022[41]

### Records
- le 6 octobre 2021, Gavi devient le plus jeune international espagnol de l’histoire à 17 ans et 62 jours[42].
- le 18 décembre 2021, Gavi devient le troisième plus jeune joueur de l'histoire à marquer en match officiel avec le Barça à 17 ans et 135 jours[43].